# Zacisz
Zacisz (dawniej Róża-Zacisz) – osada leśna w Polsce położona w województwie warmińsko-mazurskim, w powiecie węgorzewskim, w gminie Węgorzewo.
W latach 1975–1998 miejscowość administracyjnie należała do województwa suwalskiego.